# Пипеквалин
Пипеквалин (МНН) (кодовое название разработки PK-8165) — это анксиолитический препарат, который никогда не продавался. Он обладает новой химической структурой, которая не имеет близкого отношения к другим препаратам этого типа. Препарат имеет схожий фармакологический профиль с препаратами семейства бензодиазепинов, но в основном с анксиолитическими свойствами и очень слабым седативным, амнестическим или противосудорожным эффектом, и поэтому классифицируется как небензодиазепиновый анксиолитик.
Пипеквалин действует как неселективный частичный агонист рецепторов ГАМКA. Хотя его профиль анксиолитического действия без седации, по-видимому, имеет потенциальное медицинское применение, пипеквалин никогда не разрабатывался для медицинского использования и в настоящее время используется только в научных исследованиях.

## Смотрите также
- Индалпин
- Виквалин